# Xã Somerset, Quận Jackson, Illinois
Xã Somerset (tiếng Anh: Somerset Township) là một xã thuộc quận Jackson, tiểu bang Illinois, Hoa Kỳ. Năm 2010, dân số của xã này là 4.205 người.